# Uroxys cuprescens
Uroxys cuprescens là một loài bọ cánh cứng trong họ Bọ hung (Scarabaeidae).